# Little Papineau Lake
Little Papineau Lake är en sjö i Kanada.   Den ligger i countyt Hastings County och provinsen Ontario, i den sydöstra delen av landet, 170 km väster om huvudstaden Ottawa. Little Papineau Lake ligger 329 meter över havet. Arean är 0,70 kvadratkilometer. Den sträcker sig 1,4 kilometer i nord-sydlig riktning, och 1,2 kilometer i öst-västlig riktning.
I omgivningarna runt Little Papineau Lake växer i huvudsak blandskog. Runt Little Papineau Lake är det mycket glesbefolkat, med 6 invånare per kvadratkilometer.